# Rachel Abbottová
Rachel Abbottová, rozená Sheila Rodgersová (* 1952 Manchester) je britská spisovatelka, autorka psychologických thrillerů. Její knihy byly přeloženy do více než dvaceti jazyků. V roce 2015 byla vyhodnocena jako nejpopulárnější nezávisle publikovaný autor Amazonu ve Spojeném království a stala se i jedničkou v prodeji elektronických knih, které se týkaly oblasti kriminality a psaní thrillerů. V žebříčku Amazon Kindle se umístila na čtrnáctém místě mezi nejprodávanějšími autory za posledních pět let ve Spojeném království.

## Život a dílo
Vyrůstala v Manchesteru. Pracovala jako systémová analytička, později založila interaktivní mediální společnost vyvíjející software a webové stránky pro vzdělávací trh. V roce 2000 společnost prodala a přestěhovala se z Lancashire v Anglii do Itálie, kde obnovila klášter z 15. století, který slouží různým aktivitám. Roku 2005 se přestěhovala do italského regionu Marche a později na Alderney, na jeden z Normanských ostrovů, kde se věnuje psaní.
Již jako generální ředitelka své společnosti psala scénáře dramat pro výuku a pro zábavu. Svou kariéru jako nezávislá autorka zahájila v roce 2011 knihou Only the Innocent, která se stala bestsellerem a obsadila první místo v žebříčku Amazonu ve Spojeném království i Spojených státech amerických. Od té doby postupně vydala další romány a novely. Její knihy jsou klasifikovány jako krimi, jedná se však o psychologické thrillery popisující jednání osob v krizových situacích. Hrdinkami knih jsou obvykle ženy, hlavním vyšetřovatelem je vrchní inspektor Tom Douglas. Děj románů se odehrává především v Manchesteru, velkou pozornost autorka při psaní věnuje studiu reálií příběhů. V roce 2018 vznikla série příběhů s postavou Stephanie Kingová.